# Marie-Gabriele von Malsen-Tilborch
Marie-Gabriele Freiin von Malsen-Tilborch (heute Marie-Gabriele von Halem; * 1940er) ist eine deutsche Diplomatin. Sie war von 1993 bis 1997 Generalkonsulin in Chicago und von 1997 bis 1999 Botschafterin in Zypern.

## Leben und Ausbildung
Marie-Gabriele von Malsen-Tilborch ist die Tochter von Anca Freifrau von Malsen-Tilborch und Wolfgang Freiherr von Malsen-Tilborch, der bei der KfW arbeitete. Ihre akademische Laufbahn führte sie nach dem Abitur 1961 am Gymnasium Starnberg zur Promotion in Literaturwissenschaften an der Ludwig-Maximilians-Universität München im Jahr 1970. Ihr Dissertationsthema lautete „Repräsentation und Reduktion: Strukturen späthöfischen Erzählens bei Berthold von Holle“. Sie arbeitete am Lehrstuhl für Deutsche Philologie an der Universität München.
Sie lebt in Berlin.

## Beruflicher Werdegang
Ihre diplomatische Laufbahn begann mit ihrer Attachéausbildung und führte sie dann bis September 1981 als Legationsrätin 1. Klasse an die Ständigen Vertretung der Bundesrepublik Deutschland bei den Vereinten Nationen in Genf. Anschließend wechselte sie ins Auswärtige Amt und arbeitete im Referat 214: „Polen, Tschechoslowakei, Ungarn, Rumänien, Jugoslawien, Bulgarien, Albanien“.
Nach einer weiteren Station im Ausland war sie bis 1993 als vortragende Legationsrätin im Referat 243 „Abrüstung und Rüstungskontrolle in den Vereinten Nationen und ihren Sonderorganisationen; Kontakte zu Institutionen der Friedens- und Konfliktforschung“ tätig.
Von Juli 1993 bis September 1997 wurde sie als Generalkonsulin an das deutsche Generalkonsulat in Chicago entsandt. Während ihrer Amtszeit wurden die Einzelheiten zur Rückgabe von der Schrift „Wider Hans Worst“ von Martin Luther zwischen dem Generalkonsulat in Chicago und dem Concordia Historical Institute in St. Louis vereinbart. Diese Schrift wurde Ende des Zweiten Weltkriegs im Salzbergwerk Neustaßfurt gelagert und galt nach dem Krieg als verschollen. Im Jahr 1996 wurde die Schrift dem Kulturhistorischen Museum Magdeburg übergeben.
Im Jahr 1997 wurde sie als Botschafterin in Zypern akkreditiert. Ein zentrales Thema der deutsch-zyprischen Beziehungen war der geplante EU-Beitritt Zyperns. Im Jahr 1999 übergab sie den Botschafter-Posten an Peter Wittig und kehrte als Ministerialdirigentin ins Auswärtige Amt zurück. Bis 2003 bekleidete sie dort die Position der stellvertretenden Leiterin der Kultur- und Bildungsabteilung. In dieser Zeit heiratete sie und nahm den Nachnamen ihres Mannes an, wodurch sie fortan Marie-Gabriele von Halem hieß.